# Vénérieu
Vénérieu ist eine französische Gemeinde mit 975 Einwohnern (Stand: 1. Januar 2022) im Département Isère in der Region Auvergne-Rhône-Alpes. Sie gehört zum Arrondissement La Tour-du-Pin und ist Teil des Kantons Charvieu-Chavagneux. Die Einwohner werden Vénérians genannt.

## Geografie
Vénérieu liegt etwa 37 Kilometer ostsüdöstlich von Lyon. Umgeben wird Vénérieu von den Nachbargemeinden Moras im Norden und Nordwesten, Saint-Hilaire-de-Brens im Osten und Nordosten, Saint-Savin im Süden und Südosten sowie Saint-Marcel-Bel-Accueil im Westen und Südwesten.

## Bevölkerungsentwicklung
| Jahr                       | 1962 | 1968 | 1975 | 1982 | 1990 | 1999 | 2006 | 2017 |
| -------------------------- | ---- | ---- | ---- | ---- | ---- | ---- | ---- | ---- |
| Einwohner                  | 258  | 221  | 231  | 270  | 338  | 382  | 514  | 846  |
| Quellen: Cassini und INSEE |      |      |      |      |      |      |      |      |

## Verkehr
Vénérieu hatte seit 1899 einen Bahnhof an der Bahnstrecke von Saint-Hilaire-de-Brens nach Jallieu. Der Personenverkehr wurde 1942 eingestellt, die Strecke ist abgebaut.